# (4513) Лувр
(4513) Лувр (лат. Louvre) — типичный астероид главного пояса, открыт 30 августа 1971 года советским астрономом Тамарой Смирновой в Крымской астрофизической обсерватории и 22 февраля 1997 года назван в честь музея Лувра.

## Обнаружение и именование
(4513) Лувр
Открыт 30 августа 1971 года в Научном Т. М. Смирновой.
Назван в честь величественного архитектурного ансамбля в Париже, бывшей резиденции французских королей, ныне одного из самых известных музеев и крупнейшей коллекции произведений искусства в мире. Название предложено М. Б. Пиотровским.
Оригинальный текст (англ.)4513 Louvre
Discovered 1971-08-30 by Smirnova, T. M. at Nauchnyj.
Named in honor of the stately architectural ensemble in Paris, the former residence of French kings, now one of the most famous museums and largest collections of works of art in the world. Name suggested by M. B. Piotrovsky.
Источники: DISCOVERY.DB; M.P.C. 29143.

## Орбита

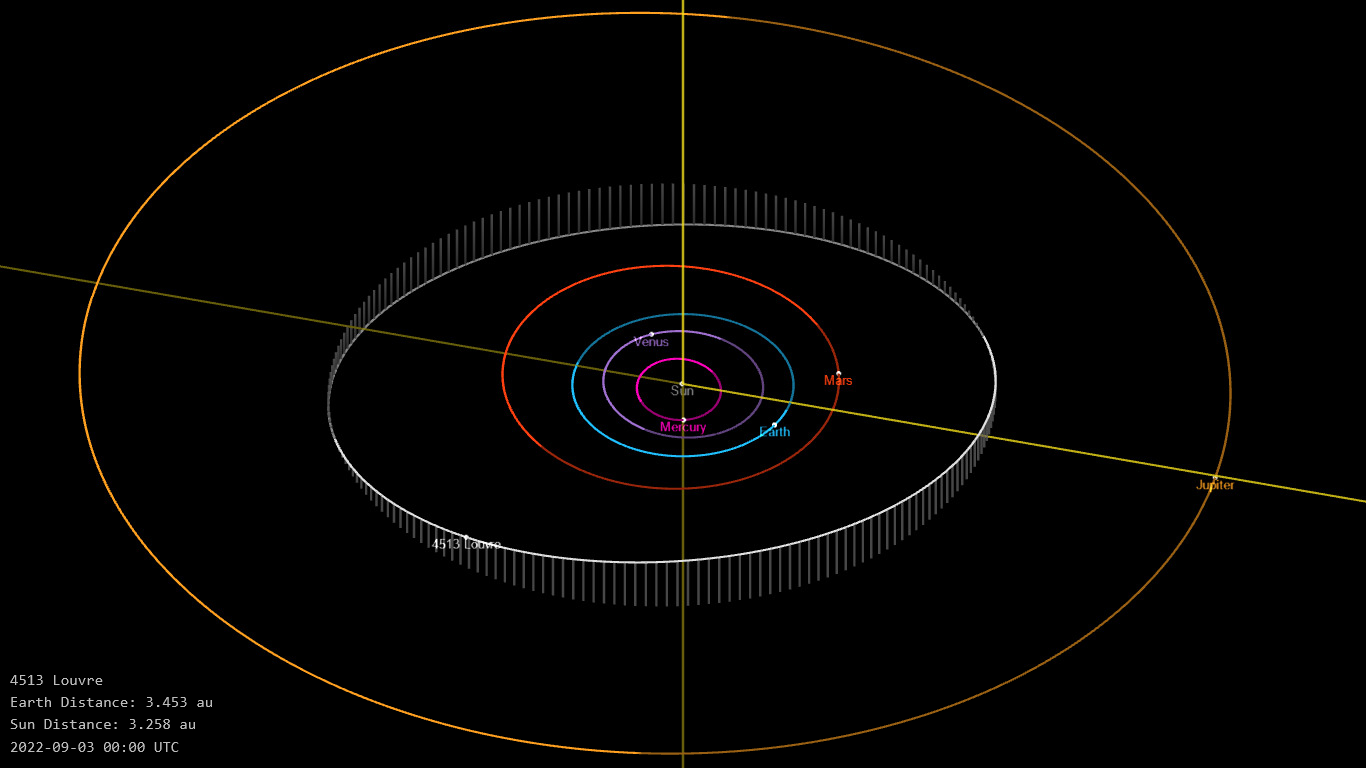
Орбита астероида Лувр и его положение в Солнечной системе

## Физические характеристики
Астероид относится к таксономическому классу K.
По результатам наблюдений в видимом и ближнем инфракрасном диапазоне космического телескопа NEOWISE диаметр астероида оценивался равным 12,997±0,314 км. Согласно тем же источникам альбедо оценивается как 0,2396±0,0401 и 0,240±0,040.